# Municipio de Jackson (condado de Monroe, Iowa)
El municipio de Jackson (en inglés: Jackson Township) es un municipio ubicado en el condado de Monroe en el estado estadounidense de Iowa. En el año 2010 tenía una población de 360 habitantes y una densidad poblacional de 3,82 personas por km².

## Geografía
El municipio de Jackson se encuentra ubicado en las coordenadas 40°56′3″N 93°2′24″O / 40.93417, -93.04000. Según la Oficina del Censo de los Estados Unidos, el municipio tiene una superficie total de 94.18 km², de la cual 94,06 km² corresponden a tierra firme y (0,12 %) 0,12 km² es agua.

## Demografía
Según el censo de 2010, había 360 personas residiendo en el municipio de Jackson. La densidad de población era de 3,82 hab./km². De los 360 habitantes, el municipio de Jackson estaba compuesto por el 98,61 % blancos, el 0,56 % eran asiáticos y el 0,83 % eran de una mezcla de razas. Del total de la población el 0,83 % eran hispanos o latinos de cualquier raza.